# Earias limbana
Earias limbana är en fjärilsart som beskrevs av Pieter Cornelius Tobias Snellen 1879. Earias limbana ingår i släktet Earias och familjen trågspinnare. Inga underarter finns listade i Catalogue of Life.